# 마르코 판 힝컬
마르코 판힝컬(네덜란드어: Marco van Ginkel, 1992년 12월 1일 아메르스포르트 ~ )은 현재 네덜란드 에레디비시의 피테서 소속이다.